# Villaseco de los Reyes
Villaseco de los Reyes è un comune spagnolo di 420 abitanti situato nella comunità autonoma di Castiglia e León.